# Shinzō Fukuhara
Shinzō Fukuhara (福原 信三, Fukuhara Shinzō), (25 juillet 1883-4 novembre 1948), est un photographe japonais.

## Biographie
Shinzō Fukuhara naît dans le quartier Kyōbashi de Tokyo, au Japon, le 25 juillet 1883, quatrième fils de Arinobu Fukuhara (福原 有信), directeur de la société de pharmacologie Shiseidō (incorporée en 1927 dans Shiseidō) et de Toku Fukuhara (福原 とく). Le troisième frère meurt avant sa naissance aussi est-il nommé et considéré comme le troisième fils. Ses deux autres frères aînés meurent jeunes également mais son frère cadet, Rosō, se fait connaître comme photographe ainsi que son frère le plus jeune Nobuyoshi (信義), né en 1897, sous le nom Tōru Namiki (並木 透).
Fukuhara utilise un appareil photo pour la première fois en 1896, sinon plus tôt. Il fréquente l'université Columbia pour étudier la pharmacologie en 1908 et après avoir obtenu son diplôme, voyage à travers l'Angleterre, l'Allemagne et l'Italie avant de s'installer à Paris en 1913. Tandis qu'il y a certainement contemplé beaucoup d'art et est susceptible d'avoir vu de nombreuses expositions d'œuvres post-impressionnistes, Iizawa voit l'influence d'artistes tels que Seurat dans les photographies de Fukuhara plus tard recueillies dans la série « Paris et la Seine ».
Fukuhara meurt le 4 novembre 1948.

## Séries photographiques
- Pari to Seinu (巴里とセイヌ?) (Paris et la Seine), Shashin Geijutsusha, 1922, Facsimile edition, Tokyo, Kokushokankōkai, 2007.
- Fukuhara Shinzō Shashin Gashū: Hikari to Sono Kaichō (光福原信三写真画集：光と其諧調?), Shashin Geijutsusha, 1923.
- Shinpen fūkei (身辺風景?), Shiseido, 1930.
- Saiko fūkei (西湖風景?) (Beautiful West Lake) Tokyo, JPS, 1931.
- Matsue fūkei (松江風景?) (The Old Town of Matsue) JPS, 1935.
- Hawai fūkei (布哇風景?) (The Sunny Hawaii) JPS, 1937.

## Expositions
- 2 décembre 1994 - 15 janvier 1995 : Shinzo et Roso Fukuhara. Photographies 1913-1941, Fondation Cartier pour l'art contemporain, Paris[2],[3].